# محمد طه عبابنة
محمد طه عبابنة (1986 -) هو عالم وباحث ومخترع أردني، يعود له الفضل في اختراع نظام تبريد خاص بالمركبات الفضائية العاملة في المريخ والقمر، قام بصنعه وتطويره مع فريق علمي عمل تحت قيادته على مدى شهور، وضم الفريق خبراء وباحثين من شركة «تقنيات التبريد المتقدمة» وناسا وشركة لوكهيد مارتن
انضم إلى فريق عمل مشروع «بلو مون لاندر» لبناء أول محطة دائمة للبشر على سطح القمر. وله أكثر من 40 بحثا علميا منشورا في مجال الإدارة الحرارية والطاقة.

## وصف الإختراع
يعمل نظام التبريد الذي اخترعه محمد عبابنة بكفاءة أداء تتفوق على الأنظمة المعمول بها حالياً بأكثر من ثلاثة أضعاف، واظهرت الاختبارات والتجارب التي أجريت على نظام التبريد الجديد أنه يتحمل تدفقًا حراريًا يصل إلى أكثر من 50 واط/سم2 مقارنة ب 15 واط/سم2 في الأنظمة الحالية . مما قد يُحدِث قفزة نوعية في عالم تبريد إلكترونيات المركبات الفضائية المستقبلية، وأنظمة الأقمار الاصطناعية الصغيرة.

## التعليم
يحمل محمد عبابنة درجة البكالوريوس والماجستير من جامعة العلوم والتكنولوجيا الاردنية ودرجة الدكتوراة في الهندسة الميكانيكية من جامعة سينسيناتي في اوهايو في الولايات المتحدة الأمريكية

## الخبرات العملية
- مهندس بحث وتطوير في مجال أبحاث الدفاع والفضاء في شركة «تقنيات التبريد المتقدمة» في بنسلفانيا في الولايات المتحدة الأميركية.
- مدير مشروع ناسا الذي يسمى «الأنابيب الحرارية المهجنة» ويهدف هذا التصميم لبناء نظام تبريد متطور للمركبات الفضائية التي سيتم إطلاقها على سطحَي القمر والمريخ.
- مدير مشروع ناسا «التجربة الحرارية التلقائية المتقدمة» لتأهيل الأنابيب الحرارية والصفائح فائقة الموصلية على متن محطة الفضاء الدولية.
- مشارك في تصميم وتطوير مشروع «كيلوبور» أحد مشاريع ناسا المستقبلية التي تهدف لإنتاج الطاقة الكهربائية على سطح المريخ باستخدام الطاقة النووية.
- محرر في المجلة العلمية للالكترونيات الدقيقة. وباحث ما بعد الدكتوراه في علوم الطاقة الحرارية والموائع .
- مساعد للبحث والتدريس في جامعة سينسيناتي.
- متدرب في مركز جنرال إلكتريك (GE) العالمي للأبحاث.
- مهندس تطوير وأحد أعضاء فريق تطوير التوربينات الهوائية لإنتاج 5 ميجاواط.
- محاضر غير متفرغ في كلية الهندسة في جامعة العلوم والتكنولوجيا الأردنية.

## الجوائز
- جائزة ناسا عام 2015 لأفضل اختراع.
- جائزة الابتكار في العمل من شركة «تقنيات التبريد المتقدمة» عام 2017.
- جائزة الإنجازات في الابتكار لأربعة أعوام على التوالي (2014/ 2015 /2016 /2017).
- ميدالية الفارابي الذهبية للإسهامات العلمية من جامعة العلوم والتكنولوجيا الأردنية عام 2016.